# Canton de Blesle
Le canton de Blesle est une ancienne division administrative française, située dans le département de la Haute-Loire en région Auvergne.

## Composition
Le canton de Blesle groupait dix communes :
| Nom                      | Code Insee | Intercommunalité        | Population (dernière pop. légale) |
| ------------------------ | ---------- | ----------------------- | --------------------------------- |
| Blesle (chef-lieu)       | 43033      | CC Brioude Sud Auvergne | 622 (2014)                        |
| Autrac                   | 43014      | CC Brioude Sud Auvergne | 68 (2014)                         |
| Chambezon                | 43050      | CC Auzon Communauté     | 111 (2014)                        |
| Espalem                  | 43088      | CC Brioude Sud Auvergne | 302 (2014)                        |
| Grenier-Montgon          | 43103      | CC Brioude Sud Auvergne | 116 (2014)                        |
| Léotoing                 | 43121      | CC Brioude Sud Auvergne | 233 (2014)                        |
| Lorlanges                | 43123      | CC Brioude Sud Auvergne | 355 (2014)                        |
| Lubilhac                 | 43125      | CC Brioude Sud Auvergne | 100 (2014)                        |
| Saint-Étienne-sur-Blesle | 43182      | CC Brioude Sud Auvergne | 53 (2014)                         |
| Torsiac                  | 43247      | CC Brioude Sud Auvergne | 72 (2014)                         |

## Histoire
Le canton a été supprimé en mars 2015 à la suite du redécoupage des cantons du département : toutes les communes ont rejoint le canton de Sainte-Florine sauf Lubilhac qui a intégré le nouveau canton du Pays de Lafayette.

## Représentation

### Conseillers généraux de 1833 à 2015
| Période                        | Identité                                         | Parti                 | Qualité                                                                                                  |
| ------------------------------ | ------------------------------------------------ | --------------------- | --- |
| 1833-1839                      | Michel Souligoux                                 |                       | Notaire, maire de Lorlanges                                                                              |
| 1840-1848                      | Pierre Mallye fils                               |                       | Avocat, avoué, adjoint au maire de Brioude                                                               |
| 1848-1852                      | François Maigne                                  | Montagne              | Médecin Représentant du peuple (1850-1851)                                                               |
| 1852-1855                      | Toussaint Ravaisse                               |                       | Juge de paix à Jumeaux, avoué                                                                            |
| 1855-1870                      | Comte Léo de Molen de Saint-Poncy                |                       | Ancien Préfet, juge, propriétaire Maire de Blesle                                                        |
| 1870-1871                      | Antoine-Léonce Guyot-Montpayroux                 | Gauche                | Directeur de L'Indépendant de Brioude Député au Corps législatif puis député (1869-1870, 1876-1881)      |
| 1871-1883                      | François Maigne                                  | Républicain           | Docteur-médecin, ancien Représentant du peuple (1850-1851)                                               |
| 1883-1900 (décès)              | Jean-Louis Lavialle                              | Rad.                  | Maire de Blesle                                                                                          |
| 1900-1922                      | Jacques Guignabert                               | Rad.                  | Médecin, conseiller municipal de Brioude                                                                 |
| 1922-1934 (décès)              | Comte Auguste de Roquefeuil-Pradt                | Républicain de droite | Maire de Lorlanges Président de la Chambre d'agriculture de Haute-Loire Elu au bénéfice de l'âge en 1928 |
| 1934-1941 (démission d'office) | Antoine Chazelle (1874-1949)                     | Rad.                  | Marchand de meubles, maire de Blesle Révoqué par le Gouvernement de Vichy                                |
|                                |                                                  |                       | |
| 1945-1949 (décès)              | Antoine Chazelle                                 | Rad.                  | Marchand de meubles à Blesle                                                                             |
| 18 septembre 1949-1992         | René Chazelle                                    | SFIO puis PS          | Magistrat Député (1967-1973) Ancien vice-président du Tribunal de la Seine Sénateur (1974-1983)          |
| 1992-1998                      | Alain Berchebru de Foucaud et d'Aure (1940-2016) | DVD                   | Chef d'entreprise, avocat, Blesle Propriétaire du château de Lespinasse à Saint-Beauzire                 |
| 1998-2011                      | René Aubijoux                                    | PS                    | Agent de maîtrise qualifié Maire de Léotoing (1983-2001)                                                 |
| 2011-2015                      | Robert Romeuf                                    | NC-UDI                | Agriculteur retraité Maire d'Espalem Président de la communauté de communes du Pays de Blesle            |

### Conseillers d'arrondissement (de 1833 à 1940)
| Période                                  | Période | Identité                   | Étiquette   | Qualité |
| ---------------------------------------- | ------- | -------------------------- | ----------- | --- |
| 1833                                     |         | Pierre Admiral (1779-1845) |             | Propriétaire cultivateur à La Fayette puis à Malpeyre, maire de Lubilhac                                    |
|                                          |         |                            |             | |
| 1883                                     |         | Félix Valleix              | Républicain | Agriculteur, maire de Lorlanges                                                                             |
|                                          |         |                            |             | |
| 1925                                     | 1931    | M. Magne                   | Rad.        | Négociant à Lubilhac                                                                                        |
| 1931                                     | 1937    | M. Pertuis                 | Rad.        | |
| 1937                                     | 1940    | Jean Anglade-Faucher       |             | Conseiller municipal de Blesle                                                                              |
| 1940                                     |         |                            |             | Les conseils d'arrondissement ont été suspendus par la loi du 12 octobre 1940 et n'ont jamais été réactivés |
| Les données manquantes sont à compléter. |         |                            |             | |

## Démographie
| 1962  | 1968  | 1975  | 1982  | 1990  | 1999  | 2006  | 2011  | 2012  |
| ----- | ----- | ----- | ----- | ----- | ----- | ----- | ----- | ----- |
| 2 444 | 2 345 | 2 162 | 2 070 | 1 962 | 1 879 | 1 893 | 1 974 | 2 006 |